# Wilhelm Schröder (Unternehmer, 1808)
Wilhelm Schröder (* 24. Juni 1808 in Bad Hersfeld; † 19. November 1842 in Witzenhausen) war ein deutscher Unternehmer und Mitglied der kurhessischen Ständeversammlung.

## Leben
Wilhelm Schröder war ein Sohn des gleichnamigen Kaufmanns und Politikers Wilhelm Schröder, der ein Sohn des Abgeordneten Georg Heinrich Schröder (1745–1815) war. Seine Mutter war Katharina Braun.
Er war mit Emilie Henrich (1808–1879) verheiratet, mit der er den Sohn Carl (1829–1893, Tabakfabrikant) hatte. Dieser war mit Mathilde Plancke (1833–1904) verheiratet und waren die Eltern des Germanisten Edward Schröder (1858–1942).
Er verdiente seinen Lebensunterhalt als Tabakfabrikant/Tuchhändler und gehörte wie sein Vater dem Stadtrat in Witzenhausen an.  Von 1839 bis 1841 war er Mitglied der kurhessischen Ständeversammlung und hatte sein Mandat für die Städte Eschwege und Witzenhausen. Dieses Parlament wurde nach den Unruhen im Jahre 1830 zum Zweck der Beratung und Verabschiedung einer Verfassung gebildet und hatte bis 1866 Bestand, als das Land Hessen von Preußen annektiert wurde.
Es hatte 53 Mitglieder. 20 kamen aus den Reihen der Prinzen, Standesherren und Ritter, 17 aus den Städten und der Universität Marburg sowie 16 aus den Reihen der Bauern.